# Cúp Volpi cho nữ diễn viên xuất sắc nhất
Cúp Volpi cho nữ diễn viên xuất sắc nhất (tiếng Ý: Coppa Volpi per la miglior interpretazione femminile) là một giải của Liên hoan phim Venezia dành cho nữ diễn viên được bầu chọn là xuất sắc nhất trong một phim. Giải này được lập từ năm 1932.

## Chiến thắng
| ‡ | Cho biết người chiến thắng Nữ diễn viên phụ xuất sắc nhất |

| Năm  | Ảnh | Diễn Viên            | Vai Diễn                   | Tựa Tiếng Anh                 | Tựa Gốc                        | Quốc Tịch                        | Ghi Chú       |
| ---- | --- | -------------------- | -------------------------- | ----------------------------- | ------------------------------ | -------------------------------- | ------------- |
| 1932 | Promotional photograph of Helen Hayes looking to the left, wearing a hat and a floral shirt circa 1930                  | Helen Hayes          | Madelon Claudet            | The Sin of Madelon Claudet    | The Sin of Madelon Claudet     | Hoa Kỳ                           | [ 1 ]         |
| 1934 | Promotional photograph of Katharine Hepburn looking to the left                                                         | Katharine Hepburn    | Josephine "Jo" March       | Little Women                  | Little Women                   | Hoa Kỳ                           | [ 2 ]         |
| 1935 | Promotional photograph of Paula Wessely standing, wearing a dress, looking to the left                                  | Paula Wessely        | Valerie Gärtner            | Episode                       | Episode                        | Áo                               | [ 3 ]         |
| 1936 | Promotional photograph of Annabella looking to the left, wearing a coat                                                 | Annabella            | Jeanne de Corlaix          | Veille d'armes                | Veille d'armes                 | Pháp                             | [ 4 ]         |
| 1937 | Portrait of Bette Davis in 1938                                                                                         | Bette Davis          | Mary Dwight Strauber       | Marked Woman                  | Marked Woman                   | Hoa Kỳ                           | [ 5 ]         |
| 1937 | Portrait of Bette Davis in 1938                                                                                         | Bette Davis          | Louise "Fluff" Phillips    | Kid Galahad                   | Kid Galahad                    | Hoa Kỳ                           | [ 5 ]         |
| 1938 | Promotional photograph of Norma Shearer smiling and looking to the left circa 1930                                      | Norma Shearer        | Maria Antonia của Áo       | Marie Antoinette              | Marie Antoinette               | Hoa Kỳ                           | [ 6 ]         |
| 1941 | Promotional photograph of Luise Ullrich standing with hands on her hip, smiling and looking to the left                 | Luise Ullrich        | Annelie Dörensen           | Annelie                       | Annelie                        | Áo                               | [ 7 ]         |
| 1942 | Promotional photograph of Kristina Söderbaum smiling to the front, her hands holding a pen                              | Kristina Söderbaum   | Anna Jobst                 | Die goldene Stadt             | Die goldene Stadt              | Thuỵ Điển                        | [ 8 ]         |
| 1947 | Promotional photograph of Anna Magnani looking to the right                                                             | Anna Magnani         | Angelina Bianchi           | Angelina                      | L'onorevole Angelina           | Ý                                | [ 9 ]         |
| 1948 | Promotional photograph of Jean Simmons looking to the right in 1955                                                     | Jean Simmons         | Ophelia                    | Hamlet                        | Hamlet                         | Vương quốc Anh                   | [ 10 ]        |
| 1949 | Promotional photograph of Olivia de Havilland looking to the left circa 1945                                            | Olivia de Havilland  | Virginia Stuart Cunningham | The Snake Pit                 | The Snake Pit                  | Hoa Kỳ, Vương quốc Anh, Nhật Bản | [ 11 ]        |
| 1950 | Promotional photograph of Eleanor Parker circa 1940s                                                                    | Eleanor Parker       | Marie Allen                | Caged                         | Caged                          | Hoa Kỳ                           | [ 12 ]        |
| 1951 | Promotional photograph of Vivien Leigh looking upright                                                                  | Vivien Leigh         | Blanche DuBois             | A Streetcar Named Desire      | A Streetcar Named Desire       | Vương quốc Anh                   | [ 13 ]        |
| 1952 | Promotional photograph of Ingrid Bergman for Gaslight. She is looking front, smiling and touching her hair.             | Ingrid Bergman       | Irene Girard               | Europe '51                    | Europa '51                     | Thuỵ Điển                        | [ 14 ]        |
| 1953 | Promotional photograph of Lilli Palmer looking to the left                                                              | Lilli Palmer         | Abby Edwards               | The Four Poster               | The Four Poster                | Đức                              | [ 15 ]        |
| 1956 | Promotional photograph of Maria Schell for The Brothers Karamozovlooking. She is looking upright.                       | Maria Schell         | Gervaise Macquart Coupeau  | Gervaise                      | Gervaise                       | Áo, Thuỵ Sĩ                      | [ 16 ]        |
| 1957 | | Dzidra Ritenberga    | Malva                      | Malva                         | Мальва                         | Liên Xô                          | [ 17 ]        |
| 1958 | Promotional photograph of Sophia Loren. She is looking straight.                                                        | Sophia Loren         | Rose Bianco                | The Black Orchid              | The Black Orchid               | Ý                                | [ 18 ]        |
| 1959 | Promotional photograph of Madeleine Robinson looking to the right                                                       | Madeleine Robinson   | Thérèse Marcoux            | Web of Passion                | À double tour                  | Pháp                             | [ 19 ]        |
| 1960 | Promotional photograph of Shirley MacLaine for The Apartment. She is looking to the front and wearing a pearl necklace. | Shirley MacLaine     | Fran Kubelik               | The Apartment                 | The Apartment                  | Hoa Kỳ                           | [ 20 ]        |
| 1961 | Cropped screenshot of Suzanne Flon in trailer of The Train                                                              | Suzanne Flon         | Madame Cordier             | Thou Shalt Not Kill           | Tu ne tueras point             | Pháp                             | [ 21 ]        |
| 1962 | Promotional photograph of Emmanuelle Riva smiling and looking to the front                                              | Emmanuelle Riva      | Thérèse Desqueyroux        | Thérèse Desqueyroux           | Thérèse Desqueyroux            | Pháp                             | [ 22 ]        |
| 1963 | Promotional photograph of Delphine Seyrig for The Garden of Delights. She is looking to the left with curly hair.       | Delphine Seyrig      | Hélène Aughain             | Muriel                        | Muriel ou le Temps d'un retour | Pháp                             | [ 23 ]        |
| 1964 | Promotional photograph of Harriet Andersson wearing a shirt and looking to the left                                     | Harriet Andersson    | Louise                     | To Love                       | Att Älska                      | Thuỵ Điển                        | [ 24 ]        |
| 1965 | Annie Girardot at the Cesars Award in 2005, wearing a fur coat and looking to the front                                 | Annie Girardot       | Kay Larsi                  | Three Rooms in Manhattan      | Trois chambres à Manhattan     | Pháp                             | [ 25 ]        |
| 1966 | | Natalya Arinbasarova | Altynai                    | The First Teacher             | Первый учитель                 | Liên Xô                          | [ 26 ]        |
| 1967 | Promotional photograph of Shirley Knight looking to the left with her hand touching her chin                            | Shirley Knight       | Lula                       | Dutchman                      | Dutchman                       | Hoa Kỳ                           | [ 27 ]        |
| 1968 | Promotional photograph of Laura Betti for La Dolce Vita. She is looking to the left with her hand holding a cigarette   | Laura Betti          | Emilia                     | Teorema                       | Teorema                        | Ý                                | [ 28 ]        |
| 1983 | | Darling Légitimus    | M'Man-Tine                 | Sugar Cane Alley              | La Rue Cases-Nègres            | Pháp                             | [ 29 ]        |
| 1984 | Pascale Ogier in 1984                                                                                                   | Pascale Ogier        | Louise                     | Full Moon in Paris            | Les nuits de la pleine lune    | Pháp                             | [ 30 ]        |
| 1985 | Not assigned | Not assigned         | Not assigned               | Not assigned                  | Not assigned                   | Not assigned                     | [ 31 ]        |
| 1986 | Valeria Golino at the 2016 Cannes Film Festival with curly hair, looking to the front, wearing a blue shirt and smiling | Valeria Golino       | Bruna Assecondati          | A Tale of Love                | Storia d'amore                 | Ý                                | [ 32 ]        |
| 1987 | Kang Soo-Yeon in 2009 with straighten hair looking to the left and smiling                                              | Kang Soo-yeon        | Ok-nyo                     | The Surrogate Woman           | 씨받이                         | Hàn Quốc                         | [ 33 ]        |
| 1988 | Isabelle Huppert at the 2018 Cannes Film Festival looking to the left and smiling                                       | Isabelle Huppert     | Marie Latour               | Story of Women                | Une affaire de femmes          | Pháp                             | [ 34 ]        |
| 1988 | Promotional photograph of Shirley MacLaine for The Apartment. She is looking to the front and wearing a pearl necklace. | Shirley MacLaine     | Madame Sousatzka           | Madame Sousatzka              | Madame Sousatzka               | Hoa Kỳ                           | [ 34 ]        |
| 1989 | Promotional photograph of Peggy Ashcroft for Rhodes. She is looking to the right and wearing a necklace                 | Peggy Ashcroft       | Lillian Huckle             | She's Been Away               | She's Been Away                | Vương quốc Anh                   | [ 35 ]        |
| 1989 | — | Geraldine James      | Harriet Ambrose            | She's Been Away               | She's Been Away                | Vương quốc Anh                   | [ 35 ]        |
| 1990 | Gloria Münchmeyer in 2009 wearing sunglasses looking to the right                                                       | Gloria Münchmeyer    | Lucrecia                   | The Moon in the Mirror        | La luna en el espejo           | Chile                            | [ 36 ]        |
| 1991 | Tilda Swinton at the 2016 San Diego Comic-Con International in San Diego, California                                    | Tilda Swinton        | Isabella                   | Edward II                     | Edward II                      | Vương quốc Anh                   | [ 37 ]        |
| 1992 | Gong Li at the 2016 Cannes Film Festival                                                                                | Củng Lợi             | Thu Cúc                    | Thu Cúc đi kiện               | 秋菊打官司                     | Trung Quốc                       | [ 38 ]        |
| 1993 | Juliette Binoche at the 2017 Cannes Film Festival                                                                       | Juliette Binoche     | Julie Vignon de Courcy     | Three Colours: Blue           | Trois couleurs : Bleu          | Pháp                             | [ 39 ]        |
| 1993 | Screenshot of Anna Bonaiuto in First the Music, Then the Words                                                          | Anna Bonaiuto ‡      | Mother                     | Where Are You? I'm Here       | Dove siete? Io sono qui        | Ý                                | [ 39 ]        |
| 1994 | Maria de Medeiros at the 2007 Cannes Film Festival, smiling and looking to the front                                    | Maria de Medeiros    | Maria                      | Two Brothers, My Sister       | Três Irmãos                    | Bồ Đào Nha                       | [ 40 ]        |
| 1994 | Vanessa Redgrave | Vanessa Redgrave ‡   | Irina Shapira              | Little Odessa                 | Little Odessa                  | Vương quốc Anh                   | [ 40 ]        |
| 1995 | Sandrine Bonnaire at the 2009 Venice Film Festival, looking to the front and smiling                                    | Sandrine Bonnaire    | Sophie                     | La Cérémonie                  | La Cérémonie                   | Pháp                             | [ 41 ]        |
| 1995 | Isabelle Huppert at the 2018 Cannes Film Festival looking to the left and smiling                                       | Isabelle Huppert     | Jeanne                     | La Cérémonie                  | La Cérémonie                   | Pháp                             | [ 41 ]        |
| 1995 | Isabella Ferrari in 2011 with blonde hair, wearing red lipstick                                                         | Isabella Ferrari ‡   | Andreina                   | The Story of a Poor Young Man | Romanzo di un giovane povero   | Ý                                | [ 41 ]        |
| 1996 | — | Victoire Thivisol    | Ponette                    | Ponette                       | Ponette                        | Pháp                             | [ 42 ]        |
| 1997 | Robin Tunney at a ceremony on the Hollywood Walk of Fame, facing to the right                                           | Robin Tunney         | Marcy                      | Niagara, Niagara              | Niagara, Niagara               | Hoa Kỳ                           | [ 43 ]        |
| 1998 | Catherine Deneuve at the 1995 Cannes Film Festival with blonde hair and facing to the left                              | Catherine Deneuve    | Marianne Malivert          | Place Vendôme                 | Place Vendôme                  | Pháp                             | [ 44 ]        |
| 1999 | Nathalie Baye at the 2019 Cannes Film Festival                                                                          | Nathalie Baye        | Her                        | Une liaison pornographique    | Une liaison pornographique     | Pháp                             | [ 45 ]        |
| 2000 | Rose Byrne at the premiere of I Give It A Year in 2013, looking to the left                                             | Rose Byrne           | B.G.                       | The Goddess of 1967           | The Goddess of 1967            | Úc                               | [ 46 ]        |
| 2001 | — | Sandra Ceccarelli    | Maria                      | Light of My Eyes              | Luce dei miei occhi            | Ý                                | [ 47 ]        |
| 2002 | Julianne Moore at the 2014 Toronto International Film Festival, looking to the front and smiling                        | Julianne Moore       | Cathy Whitaker             | Far from Heaven               | Far from Heaven                | Hoa Kỳ                           | [ 48 ]        |
| 2003 | Katja Riemann in 2019 wearing a white blouse, looking to the front and smiling                                          | Katja Riemann        | Lena Fischer               | Rosenstrasse                  | Rosenstrasse                   | Đức                              | [ 49 ]        |
| 2004 | Imelda Staunton in 2011 wearing a black costume and signing                                                             | Imelda Staunton      | Vera Rose Drake            | Vera Drake                    | Vera Drake                     | Vương quốc Anh                   | [ 50 ]        |
| 2005 | Giovanna Mezzogiorno at 2009 Venice Film Festival, wearing a dark blue dress and smiling                                | Giovanna Mezzogiorno | Sabina                     | Don't Tell                    | La bestia nel cuore            | Ý                                | [ 51 ]        |
| 2006 | Helen Mirren at the British Independent Film Awards in 2014                                                             | Helen Mirren         | Nữ hoàng Elizabeth II      | The Queen                     | The Queen                      | Vương quốc Anh                   | [ 52 ]        |
| 2007 | Cate Blanchett at the 2015 Cannes Film Festival                                                                         | Cate Blanchett       | Jude Quinn                 | I'm Not There                 | I'm Not There                  | Úc                               | [ 53 ]        |
| 2008 | Dominique Blanc at the 2017 Deauville American Film Festival facing to the front, wearing a dark blue coat and smiling  | Dominique Blanc      | Anne-Marie                 | The Other One                 | L'Autre                        | Pháp                             | [ 54 ]        |
| 2009 | Ksenia Rappoport at the 2009 Venice Film Festival with curly hair facing to the front, wearing a dark blue dress        | Kseniya Rappoport    | Sonia                      | The Double Hour               | La doppia ora                  | Nga                              | [ 55 ]        |
| 2010 | Ariane Labed at the 2015 César Awards facing to the front, wearing a dark blue dress                                    | Ariane Labed         | Marina                     | Attenberg                     | Attenberg                      | Pháp                             | [ 56 ]        |
| 2011 | Deanie Ip in 2016 looking to the left, wearing a white blouse                                                           | Deanie Ip            | Sister Peach               | A Simple Life                 | 桃姐                           | Hồng Kông                        | [ 57 ] [ 58 ] |
| 2012 | Screenshot of Hadas Yaron in Fill the Void                                                                              | Hadas Yaron          | Shira Mendelman            | Fill the Void                 | למלא את החלל                   | Israel                           | [ 59 ] [ 60 ] |
| 2013 | Elena Cotta wearing floral shirt and looking to the front                                                               | Elena Cotta          | Samira Calafiore           | A Street in Palermo           | Via Castellana Bandiera        | Ý                                | [ 61 ] [ 62 ] |
| 2014 | Alba Rohrwacher at the 2013 European Shooting Stars Award with blonde hair looking to the left                          | Alba Rohrwacher      | Mina                       | Hungry Hearts                 | Hungry Hearts                  | Ý                                | [ 63 ] [ 64 ] |
| 2015 | Valeria Golino at the 2016 Cannes Film Festival with curly hair, looking to the front, wearing a blue shirt and smiling | Valeria Golino       | Anna                       | Per amor vostro               | Per amor vostro                | Ý                                | [ 65 ] [ 66 ] |
| 2016 | Emma Stone at the 2016 Mill Valley Film Festival                                                                        | Emma Stone           | Mia Dolan                  | La La Land                    | La La Land                     | Hoa Kỳ                           | [ 67 ] [ 68 ] |
| 2017 | Charlotte Rampling at the 2016 César Awards                                                                             | Charlotte Rampling   | Hannah                     | Hannah                        | Hannah                         | Vương quốc Anh                   | [ 69 ] [ 70 ] |
| 2018 | Olivia Colman at the 2014 BIFA Awards                                                                                   | Olivia Colman        | Queen Anne                 | The Favourite                 | The Favourite                  | Vương quốc Anh                   | [ 71 ] [ 72 ] |
| 2019 | Ariane Ascaride at the 2015 Cannes Film Festival                                                                        | Ariane Ascaride      | Sylvie Benar               | Gloria Mundi                  | Gloria Mundi                   | Pháp                             | [ 73 ] [ 74 ] |
| 2020 | Vanessa Kirby during an interview in 2018                                                                               | Vanessa Kirby        | Martha Weiss Carson        | Pieces of a Woman             | Pieces of a Woman              | Vương quốc Anh                   | [ 75 ] [ 76 ] |
| 2021 | | Penélope Cruz        | Janis Martinez             | Parallel Mothers              | Madres paralelas               | Tây Ban Nha                      | [ 77 ]        |
| 2022 | Cate Blanchett at the 2015 Cannes Film Festival                                                                         | Cate Blanchett       | Lydia Tár                  | Tár                           | Tár                            | Úc                               |               |
| 2023 | Cailee Spaeny in 2018                                                                                                   | Cailee Spaeny        | Priscilla Presley          | Priscilla                     | Priscilla                      | Hoa Kỳ                           |               |